# Miro bridé
Poecilodryas superciliosa
Espèce
Statut de conservation UICN

 LC  : Préoccupation mineure
Le Miro bridé (Poecilodryas superciliosa) est une espèce de passereaux de la famille des Petroicidae.

## Répartition
On le trouve au nord-est de l'Australie.

## Habitat
Il habite les zones boisées (arbres et arbustes) souvent près de l'eau.

## Sous-espèces
Il est monotypique dans son espèce.